# Josep Lluís Cleries i Gonzàlez
Josep Lluís Cleries i Gonzàlez (Barcelona, 13 de maig de 1956) és un polític i enginyer industrial. Ha estat diputat de Convergència i Unió al Parlament de Catalunya i Conseller de Benestar Social i Família de la Generalitat de Catalunya.

## Biografia
Diplomat en funció gerencial a l'Administració pública per ESADE i diplomat en direcció a l'Administració pública per IESE, va ser el conseller de Benestar Social i Família de la Generalitat de Catalunya durant la IX Legislatura, fins que fou substituït per Neus Munté. Des del gener de 2013, és el Portaveu del Grup Parlamentari Català de Convergència i d'Unió al Senat. Fou designat senador pel Parlament de Catalunya.
La seva carrera política va començar a Vallirana, municipi on resideix. Va desenvolupar diverses tasques a l'Ajuntament de Vallirana i va formar part de diverses candidatures a les eleccions municipals de Vallirana per Convergència i Unió (CIU).
Va treballar d'enginyer industrial en el sector privat i com a funcionari de l'Administració local (1981-1992). També és membre del Col·legi d'Enginyers Industrials de Catalunya.
Va ser fundador i responsable del Grup d'Esplai - Parròquia de Vallirana (1974-1992); President de Coordinació Catalana de Colònies, Casals i Centres d'Esplai (1987-1992); President del Moviment de Centres d'Esplai Cristians (1986-1992); cofundador i membre de la Coordinadora Catalana al Servei de l'Infant (1988-1992); Vicepresident de la Fundació Pere Tarrés (1990-1992); Membre de la comissió executiva del secretariat Interdiocesà de Pastoral de Joventut de Catalunya i Balears (1989-1992); Fundador i membre del secretariat de la Coordinadora Catalana al Servei de l'Infant (1989-1992); President de la Comissió arxidiocesana per a l'acolliment, les celebracions litúrgiques i la informació religiosa durant els Jocs Olímpics i Paralímpics (1991-1992) i Coordinador de l'Aplec de l'Esperit dels Bisbats de Catalunya i Balears (1991).
També ha estat gerent de l'Institut Català del Voluntariat (INCAVOL) de la Generalitat de Catalunya(1993-1995) i Director General d'Acció Cívica del Departament de Benestar i Família de la Generalitat de Catalunya (1996-2003. El 2003, va ser elegit diputat per Convergència i Unió al Parlament de Catalunya (ha estat elegit diputat a les eleccions al Parlament de Catalunya de 2003, 2006, 2010 i 2012), on va ser Portaveu de Política social i Immigració (2003-2010). El 2011, fou nomenat conseller de Benestar Social i Família de la Generalitat pel president Artur Mas, prenent possessió del seu càrrec el 29 de novembre de 2010.
Militant de Convergència Democràtica de Catalunya a Vallirana (Baix Llobregat), va ser Secretari de l'Àmbit Sectorial de l'Estat del Benestar i Suport a la Família del partit, membre del Comitè de Direcció de CDC, del Secretariat Permanent de CDC, del Comitè Executiu Nacional de CDC i conseller nacional de CDC. Anteriorment, havia estat conseller nacional de CiU i membre de la Comissió Executiva Nacional de la Federació de CiU.
Fou associat al Partit Demòcrata Europeu Català, fins que el 29 d'agost es donà de baixa del partit.